# Facultad de Ingeniería Mexicali (UABC)
Facultad de ingeniería Mexicali. Plantel educativo con estudios a nivel licenciatura y postgrado, forma parte de la Universidad Autónoma de Baja California (UABC). 

## Ubicación
Ubicada en Blvd. Benito Juárez s/n, C.P. 21280, Edificio "Ing. Luis I. López Moctezuma T.", a un costado de la Facultad de Derecho y de Vicerrectoria en la ciudad de Mexicali. Actualmente cuenta con los siguientes planes de estudio a nivel licenciatura en el campus Mexicali.

### Programas Educativos
- Ingeniería en Computación
- Ingeniería Electrónica
- Ingeniería Eléctrica
- Ingeniería Civil
- Ingeniería Mecatrónica
- Ingeniería Industrial
- Ingeniería Mecánica
- Ingeniería Aeroespacial
- Ingeniería en Energías Renovables
- Bioingenieria
- Licenciatura en Sistemas Computacionales

## Historia
La Escuela de Ingeniería se crea en octubre de 1967 en la ciudad de Mexicali en el estado de Baja California. Guiados por el Ingeniero Luis López Moctezuma Torres, se logra que el proyecto de la Escuela de Ingeniería se haga realidad, siendo la primera carrera impartida la de Ingeniero Topógrafo y Geodesta. Inician con diecinueve alumnos y una planta docente de dieciocho profesores. Las primeras clases fueron impartidas en las Instalaciones de la Preparatoria Mexicali, siendo el director interino el ingeniero López Moctezuma.

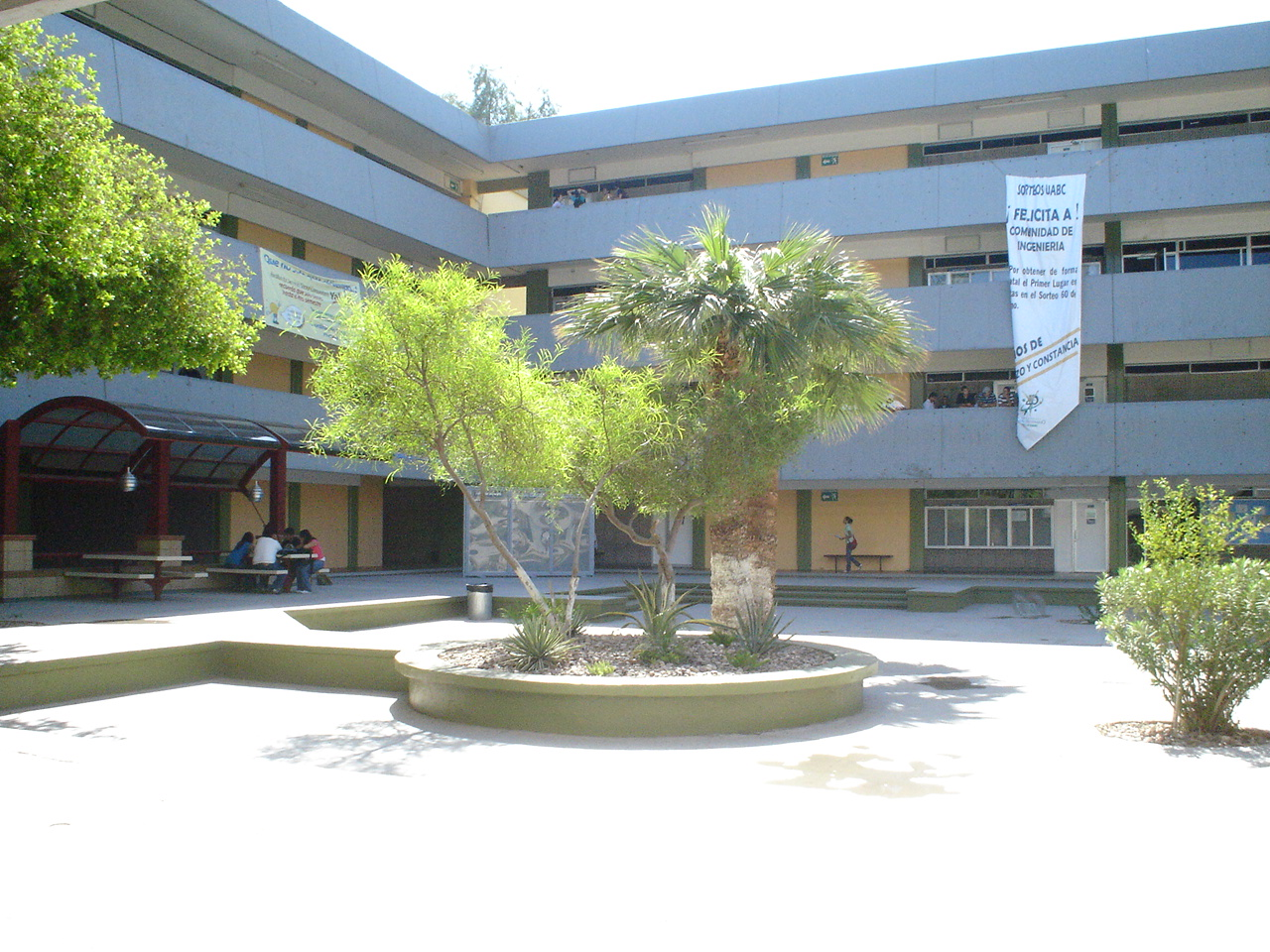
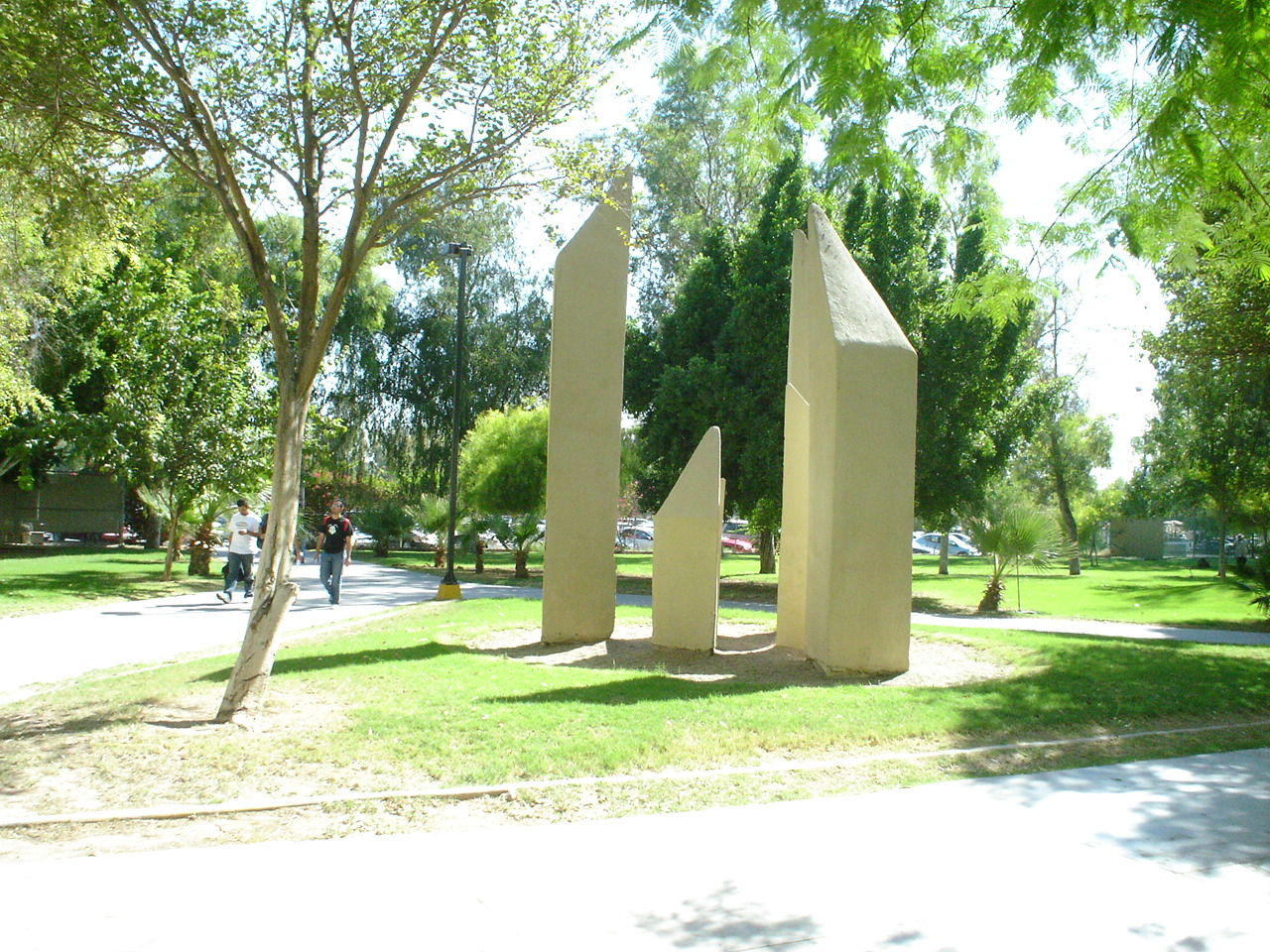
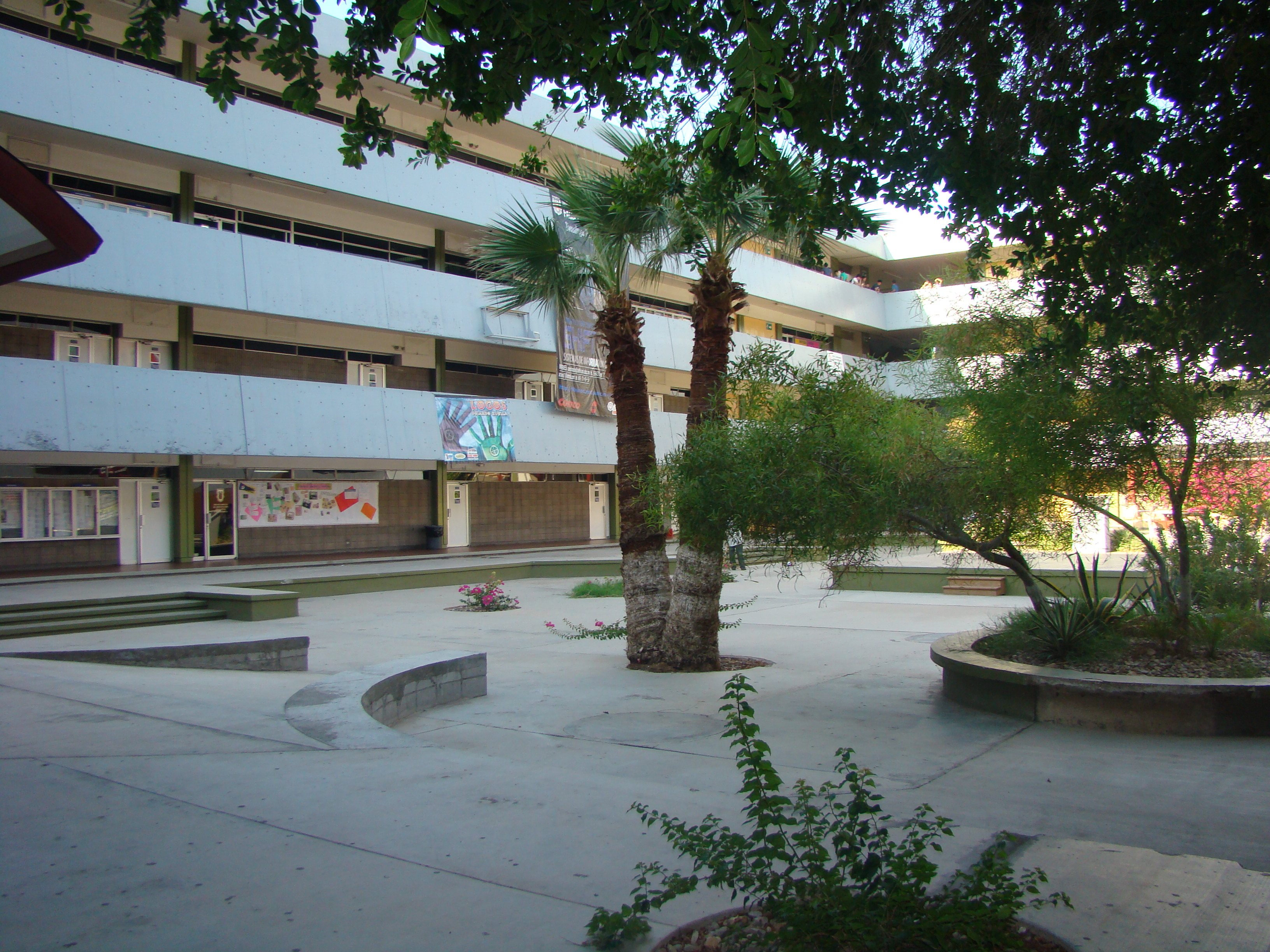